# ロジェール・ブルゲ
ロジェール・ブルゲ・アイグアデ（Roger Brugué Ayguade、1996年11月4日 - ）は、スペイン・バスカラ出身のサッカー選手。セグンダ・ディビシオン・レバンテUD所属。ポジションはFW。ブルギ (Brugui)とも呼ばれる。

## クラブ経歴
2009年からUEフィゲレスのカンテラに入団し、2014-15シーズンにトップチームデビューを果たした。フィゲレスでは2シーズンプレーし、公式戦35試合に出場。
2016年7月13日、セグンダ・ディビシオンのジムナスティック・タラゴナに加入した。1シーズン目はBチームでプレーしたが、2017年10月28日、CDルーゴとのリーグ戦にてトップチームデビュー並びにプロデビューを果たした。
2021年7月1日、レバンテUDに移籍し、4年契約を交わしたが、8月12日にセグンダに所属するCDミランデスへのレンタル移籍が決まった。